# Innertkirchen
Innertkirchen é uma comuna da Suíça, no Cantão Berna, com cerca de 1.063 habitantes. Estende-se por uma área de 120,0 km², de densidade populacional de 8 hab/km². Confina com as seguintes comunas: Engelberg (OW), Gadmen, Grindelwald, Guttannen, Hasliberg, Kerns (OW), Meiringen, Schattenhalb, Wolfenschiessen (NW).
A língua oficial nesta comuna é o Alemão.

## História
Em 1 de janeiro de 2014, incorporou a antiga comuna de Gadmen ao seu território.